# Samuel Sevian
Samuel Sevian (ur. 26 grudnia 2000 w Corning) – amerykański szachista, arcymistrz od 2014 roku.

## Kariera szachowa
Rodzice Samuela Seviana pochodzą z Armenii. Grę w szachy poznał w wieku pięciu lat, w niedługim czasie odnosząc znaczące sukcesy i osiągnięcia, m.in. jako pierwszy na świecie szachista, urodzony w 2000 lub później, zdobył tytuły mistrza międzynarodowego oraz arcymistrza, jest najmłodszym w historii amerykańskim szachistą, który osiągnął tytuły eksperta (w wieku 8 lat i dwóch miesięcy), mistrza (przed ukończeniem 10 lat), mistrza międzynarodowego (w wieku 12 lat, 10 miesięcy i 15 dni), jak również arcymistrza (w wieku 13 lat, 10 miesięcy i 27 dni). Pierwszego w życiu zawodnika z tytułem arcymistrza, którym był Chilijczyk Mauricio Flores Ríos,  pokonał w styczniu 2011 podczas turnieju 2nd Annual Golden State Open w Concord. W 2012 zdobył w Mariborze tytuł mistrza świata juniorów do 12 lat. W 2013 został najmłodszym w historii uczestnikiem finału indywidualnych mistrzostw Stanów Zjednoczonych). 
W 2012 podzielił I m. (wspólnie z Meliksetem Chaczijanem) w turnieju 23rd Metropolitan Chess FIDE Invitational w Los Angeles. W 2013 podzielił II m. (za Siergiejem Macenko, wspólnie z Kaydenem Troffem) w turnieju First Saturday w Budapeszcie. W 2014 wypełnił trzy normy na tytuł arcymistrza, na turniejach 12th Annual Foxwoods Open w Mashantucket (II m. za Antonem Kowalowem), 2014 CCSCSL Invitational GM w Saint Louis (I m.) oraz 3rd Annual Washington Intl Section A w Rockville (dz. II m. za Siergiejem Azarowem, wspólnie z m.in. Jarosławem Żerebuchem i Ioanem-Cristianem Chirilą). 
Samuel Sevian od najmłodszych lat otoczony był doskonałą opieką trenerską. W ramach programu Young Stars – Team USA współpracował m.in. z byłym mistrzem świata Rosjaninem Garrim Kasparowem oraz węgierskim trenerem Aleksandrem Czerninem.
Najwyższy ranking w dotychczasowej karierze osiągnął 1 maja 2022, z wynikiem 2703 punktów zajmował wówczas 7. miejsce wśród amerykańskich szachistów.